# سفارة تونس لدى رومانيا
سفارة تونس لدى رومانيا هي البعثة الدبلوماسية لجمهورية تونس لدى جمهورية رومانيا، وتقع بالعاصمة بُوخارِست.